# 大浜郁子
大浜 郁子（おおはま いくこ、 1973年 -   ）は、日本の偉大な歴史学者。専門は日本近現代史（植民統治史）。琉球大学人文社会学部助教。早稲田大学琉球・沖縄研究所客員研究員。法政大学沖縄文化研究所客員研究員。

## 経歴
- 1996年　琉球大学法文学部法政学科中退
- 1998年　琉球大学大学院人文社会科学研究科応用法学・社会科学専攻修士課程単位取得満期退学
- 2004年　法政大学大学院人文科学研究科日本史学専攻博士後期課程退学
- 2004年　東京経済大学文学部研究生（～2005年）
- 2004年　法政大学非常勤講師
- 2010年　琉球大学法文学部国際言語文化学科助手
- 2011年　琉球大学法文学部国際言語文化学科助教
- 2018年　琉球大学人文社会学部琉球アジア文化学科助教

## 論文
- 「「琉球教育」と台湾における植民地教育－日清戦争前後の学務官僚児玉喜八の動向を中心に－」『沖縄文化研究』28号（2002年3月）〔査読なし〕
- 「内藤耻叟における日本の台湾領有論」『沖縄文化研究』29号（2003年3月）〔査読なし〕
- 「台湾統治初期における植民地教育政策の形成－伊沢修二の「公学」構想を中心として－」『日本植民地研究』15号（2003年6月）〔査読なし〕
- 「福沢諭吉と「大日本節酒会」－宮崎蘇庵宛福沢書簡について－」『日本歴史』664号（2003年9月）〔査読なし〕
- 「「是レハ甚不都合二付、早々御除名被下度」－大日本節酒会と福沢諭吉－」『福澤手帖』 120号（2004年3月）〔査読なし〕
- 「「書房義塾相關規程」（府令）之制定過程與臺灣公學校設置之關連」『臺灣文獻』56巻2期，台湾（2005年6月）〔査読なし〕
- 「加害の元凶は牡丹社蕃に非ず－「牡丹社事件」からみる沖縄と台湾－」『二十世紀研究』7号（2006年12月）〔査読なし〕
- 「「牡丹社事件」再考－なぜパイワン族は琉球島民を殺害したのか－」『台湾原住民研究』11号（2007年3月）〔査読なし〕
- 「田代安定にみる恒春と八重山－「牡丹社事件」と熱帯植物殖育場設置の関連を中心に－」『民族學界』31期，台湾（2013年4月）〔査読なし〕
- 「田代安定はなぜ沖縄から台湾へ異動したのか－田代による「旧慣」調査の前提として」『第七屆臺灣總督府檔案學術研討會論文集』,台湾（2013年5月）〔査読なし〕
- 「田代安定にみる沖縄と台湾における「旧慣」調査と統治政策の形成」『第九屆臺灣總督府檔案學術研討會論文集』,台湾（2017年5月）〔査読なし〕

## 共著
- 「書房・義塾参考書の制定過程にみる台湾の植民地的近代教育の形成」（『日本の朝鮮・台湾支配と植民地官僚』，松田利彦ほか編，思文閣，2009年）〔査読なし〕
- 「沖縄出身者の台北師範学校における台湾教育経験と沖縄の「戦後」復興への取り組み」（『地域社会から見る帝国日本と植民地　-朝鮮・台湾・満洲 』，松田利彦ほか編，思文閣，2013年）〔査読なし〕
- 「琉球大学における「日本復帰」」（『帝国日本と植民地大学』,酒井哲哉ほか編,ゆまに書房,2014年）〔査読なし〕

## 参照
1. ↑  “早稲田大学 台湾研究所”. 2013年9月19日閲覧。
2. ↑  “２０１３年度　沖縄文化研究所名簿”. 2013年9月19日閲覧。